# Tsjecho-Slowaakse parlementsverkiezingen 1990

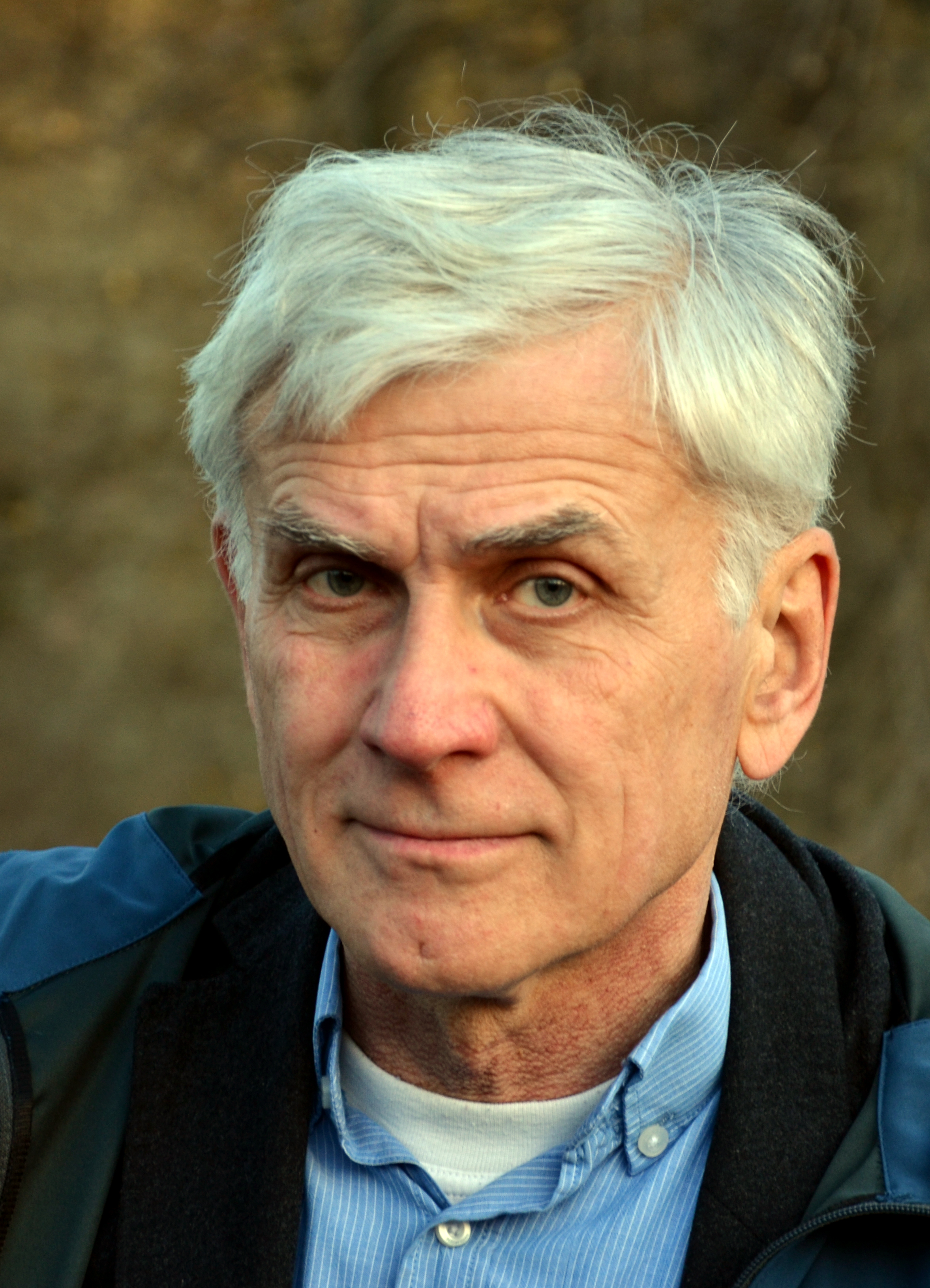
Jan Urban (OF)

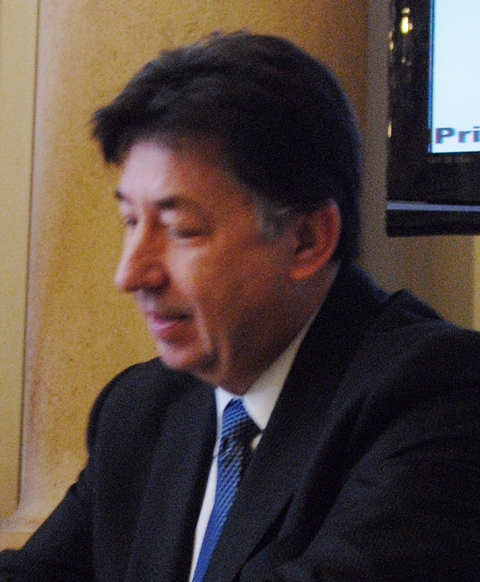
Ján Budaj (VPN)

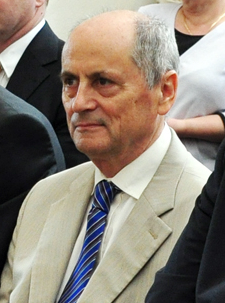
Ján Čarnogurský (KDH)

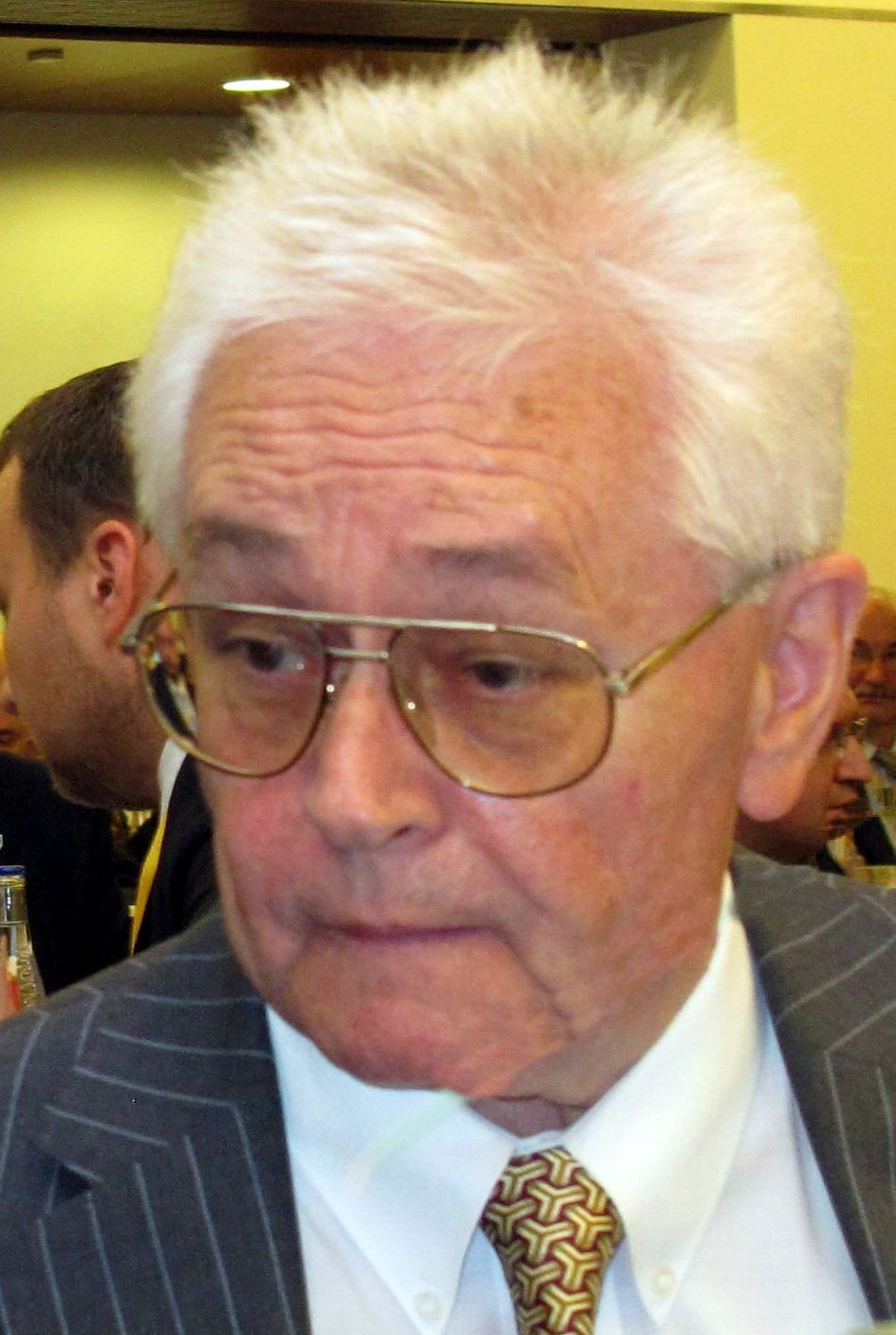
Josef Bartončík (KDU, ČSL)

De Tsjecho-Slowaakse parlementsverkiezingen van 1990 vonden op 5 en 6 juni van dat jaar plaats. Het waren de eerste vrije federale verkiezingen sinds 1946. De opkomst was met 96,7% buitengewoon hoog. De groeperingen die gedurende de Fluwelen Revolutie (november-december 1989) een belangrijke rol hadden gespeeld bij de beëindiging van de communistische dictatuur kregen bijna de helft van de stemmen. Dit waren het Burgerforum (OF) in Tsjechië en Publiek Tegen Geweld (VPN) in Slowakije. Samen kregen deze partijen 170 zetels in de beide kamers van het Federale Parlement van Tsjecho-Slowakije. De Communistische Partij van Tsjecho-Slowakije (KSČ), die in de periode 1948-1989 een machtsmonopolie bezat, eindigde op de tweede plaats met in totaal 47 zetels. De christendemocratische partijen eindigden met 40 zetels op een derde plaats. 

## Uitslag

### Huis van het Volk
| Partij of groep                                                              | Stemmen    | %     | Zetels   |
| ---------------------------------------------------------------------------- | ---------- | ----- | -------- |
| Burgerforum (OF)                                                             | 3.851.172  | 36,2% | 68 / 150 |
| Communistische Partij van Tsjecho-Slowakije (KSČ)                            | 1.445.407  | 13,6% | 23 / 150 |
| Publiek Tegen Geweld (VPN)                                                   | 1.104.125  | 10,4% | 19 / 150 |
| Christendemocratische Beweging (KDH)                                         | 644.008    | 6,1%  | 11 / 150 |
| Christelijke en Democratische Unie (KDU)                                     | 629.359    | 5,9%  | 9 / 150  |
| Beweging voor Autonome Democratie - Partij voor Moravië en Silezië (HSD-SMS) | 572.015    | 5,4%  | 9 / 150  |
| Slowaakse Nationale Partij (SNS)                                             | 372.025    | 3,5%  | 6 / 150  |
| Co-existentie-Hongaarse Christendemocratische Beweging (Spolužitie-MKDM)     | 296.575    | 2,8%  | 5 / 150  |
| Overige partijen, groeperingen en kandidaten                                 |            | 14,6% | 0 / 150  |
| Blanco/ ongeldige stemmen                                                    | 136.929    | -     | -        |
| Totaal                                                                       | 10.775.125 | 100%  | 150      |
|                                                                              |            |       |          |
| Geregistreerde kiezers/ opkomst                                              | 11.195.596 | 96,2% | -        |
| Bron: Nohlen, et al.                                                         |            |       |          |

### Huis van de Naties
| Partij of groep                                                              | Stemmen    | %     | Zetels   |
| ---------------------------------------------------------------------------- | ---------- | ----- | -------- |
| Burgerforum (OF)                                                             | 3.613.513  | 34%   | 50 / 150 |
| Communistische Partij van Tsjecho-Slowakije (KSČ)                            | 1.452.659  | 13,7% | 24 / 150 |
| Publiek Tegen Geweld (VPN)                                                   | 1.262.278  | 11,9% | 33 / 150 |
| Christendemocratische Beweging (KDH)                                         | 564.172    | 5,3%  | 14 / 150 |
| Christelijke en Democratische Unie (KDU)                                     | 633.053    | 6%    | 6 / 150  |
| Beweging voor Autonome Democratie - Partij voor Moravië en Silezië (HSD-SMS) | 658.477    | 6,2%  | 7 / 150  |
| Slowaakse Nationale Partij (SNS)                                             | 387.387    | 3,6%  | 6 / 150  |
| Co-existentie-Hongaarse Christendemocratische Beweging (Spolužitie-MKDM)     | 287.426    | 2,7%  | 7 / 150  |
| Overige partijen, groeperingen en kandidaten                                 |            | 16,6% | 0 / 150  |
| Blanco/ ongeldige stemmen                                                    | 139.731    | -     | -        |
| Totaal                                                                       | 10.758.011 | 100%  | 150      |
|                                                                              |            |       |          |
| Geregistreerde kiezers/ opkomst                                              | 11.178.780 | 96,2% | -        |
| Bron: Nohlen, et al.                                                         |            |       |          |

### Tsjechische Nationale Raad
| Partij of groep                                                              | Stemmen | %      | Zetels    |
| ---------------------------------------------------------------------------- | ------- | ------ | --------- |
| Burgerforum (OF)                                                             |         | 49,5%  | 124 / 200 |
| Communistische Partij van Tsjecho-Slowakije (KSČ)                            |         | 13,24% | 33 / 200  |
| Beweging voor Autonome Democratie - Partij voor Moravië en Silezië (HSD-SMS) |         | 10,03% | 23 / 200  |
| Christelijke en Democratische Unie (KDU)                                     |         | 8,42%  | 20 / 200  |
| Overig                                                                       |         | 18,82% | 0 / 200   |
| Totaal                                                                       |         |        | 200       |
| Bron: Volby                                                                  |         |        |           |

### Slowaakse Nationale Raad
| Partij of groep                                                          | Stemmen | %      | Zetels   |
| ------------------------------------------------------------------------ | ------- | ------ | -------- |
| Publiek Tegen Geweld (VPN)                                               |         | 29,35% | 48 / 150 |
| Christendemocratische Beweging (KDH)                                     |         | 19,21% | 31 / 150 |
| Slowaakse Nationale Partij (SNS)                                         |         | 13,94% | 22 / 150 |
| Communistische Partij van Slowakije (KSS)                                |         | 13,35% | 22 / 150 |
| Co-existentie-Hongaarse Christendemocratische Beweging (Spolužitie-MKDM) |         | 8,66%  | 14 / 150 |
| Democratische Partij (DS)                                                |         | 4,4%   | 7 / 150  |
| Groene Partij (SZ)                                                       |         | 3,49%  | 6 / 150  |
| Overig                                                                   |         | 7,61%  | 0 / 150  |
| Totaal                                                                   |         |        | 150      |
| Bron: Statistics.sk                                                      |         |        |          |

## Nasleep
Zittend premier Marián Čalfa (*1946), aanvankelijk lid van de KSČ, maar na de Fluwelen Revolutie van het VPN, werd na de verkiezingen door president Václav Havel (1936-2011) benoemd tot formateur. Omdat Burgerforum en Publiek Tegen Geweld van te voren hadden aangegeven niet in een regering te willen samenwerken met de communistische partij en de extreemrechtse Slowaakse Nationale Partij (SNS), werd er een regering geformeerd bestaande uit Burgerforum (4 ministers), Publiek Tegen Geweld (3 ministers) en (in totaal 8) partijloze ministers. Het federale parlement koos op 5 juli 1990 Havel tot president voor de duur van twee jaar.

## Verwijzingen
Parlementsverkiezingen in Tsjecho-Slowakije:
1920 · 1924 · 1925 · 1929 · 1935 · 1946 · 1948 · 1954 · 1960 · 1964 · 1971 · 1976 · 1981 · 1986 · 1990 · 1992

Verkiezingen voor de Tsjechische Nationale Raad:
1971 · 1976 · 1981 · 1986 · 1990 · 1992

Verkiezingen voor de Slowaakse Nationale Raad:
1971 · 1976 · 1981 · 1986 · 1990 · 1992